# Tompa
Tompa là một thành phố thuộc hạt Bács-Kiskun, Hungary. Thành phố này có diện tích 81,57 km², dân số năm 2010 là 4614 người, mật độ 57 người/km².